# Distrito de Mahe
Mahe (en idioma tamil: માહે જીલ્લો) es un distrito de la India en el territorio de Puducherry. Código ISO: IN.PY.MA.
Es el distrito más pequeño de la India, ya que comprende una superficie de 8,69 km².
El centro administrativo es la ciudad de Mahe.

## Demografía
Según censo 2011 contaba con una población total de 41 934 habitantes, de los cuales 22 665 eran mujeres y 19 269 varones.